# Confédération nationale des foyers ruraux
 (juillet 2019).
La Confédération nationale des foyers ruraux & associations de développement et d’animation en milieu rural (CNFR) est l'un des grands mouvements d'éducation populaire en France. 
Elle a été fondée en 1946 par François Tanguy-Prigent, jeune député socialiste du Front populaire puis ministre de l’Agriculture à la Libération.
Depuis 2016, son siège national est situé à Montreuil-sous-Bois,.

## Historique
En 1936, dans la mouvance du Front populaire, les organisations de gauche détectent un moindre soutien dans le monde rural. Elles mettent alors en place des foyers paysans, visant à assurer aux jeunes paysans une formation technique et sociale. Ces foyers, foncièrement laïques et proches de la SFIO, visent aussi à concurrencer la Jeunesse agricole catholique (JAC), créée en 1929. Parmi eux, le “foyer paysan de culture et d’émancipation intellectuelle” de Saint Jean-du-Doigt (Finistère) est créé par un jeune paysan, membre de la SFIO et de la Confédération nationale des paysans, François Tanguy-Prigent, qui devient député du Front populaire. Ces foyers paysans sont environ une centaine au début de la Seconde Guerre mondiale.
Après la guerre, Tanguy-Prigent est nommé en septembre 1944 ministre de l'Agriculture et participe au gouvernement d'union nationale jusqu'en octobre 1947. Sous son impulsion, le 13 septembre 1945, les ministères de l’Agriculture et de l’Éducation nationale officialisent l’existence des Foyers Ruraux. Le 17 mai 1946, au château de Sceaux, une Assemblée générale vote les statuts et élit le conseil d’administration de la Fédération nationale des Foyers Ruraux (FNFR), qui adhère à la Confédération générale des œuvres laïques. Cette double tutelle, Agriculture et Éducation, marquera l'évolution des foyers ruraux.
Dans les années 1950, les foyers ruraux se structurent en fédérations départementales. Ce faisant, la FNFR entre en conflit avec d'autres associations qui la perçoivent comme concurrente : la Ligue de l'enseignement, la fédération française des MJC et l’Union nationale des foyers ruraux de la famille et des jeunes, reproduisant dans les organismes d'éducation populaire les clivages politiques de la société française. Les foyers ruraux abandonnent progressivement leur activité de formation agricole pour se recentrer sur l'animation culturelle, et la fédération compte environ un millier de foyers ruraux à la fin des années 1950. 
Dans les années 1960, sous la houlette d'Edgar Pisani, le Ministère de l'agriculture encourage les organismes de formation agricole et les foyers ruraux sont associés aux CIVAM et aux Foyers de Progrès Agricole pour coordonner tous les efforts de formation et d'animation. Avec le complément du FONJEP en 1964, de nouveaux moyens humains et financiers sont ainsi à la dispositions des foyers ruraux. La  fin des années 1960 est marquée par des conflits internes à la FNFR. Après les événements de mai 1968 s'amorce un retour à la terre et l'arrivée de populations néorurales suscite dans les foyers ruraux  l’affirmation de cultures minoritaires, du régionalisme et de l’écologie. Puis au cours des années 1970 le mouvement se structure en Fédérations départementales et Unions régionales et engage un grand plan de formation interne avec des universités rurales à partir de 1974.
Les premières années du septennat Mitterrand bénéficient aux foyers ruraux, avec une forte augmentation des subventions publiques et particulièrement la décentralisation menée par Gaston Defferre. La FNFR participe à la mise en place du Conseil national de la vie associative (CNVA), et obtient l'agrément Jeunesse et sports pour les formations BAFA et BAFD, mais le domaine sportif échappe désormais à la FNFR avec la création en 1983 de la Fédération nationale du sport en milieu rural (FNSMR), qui fédère initialement les foyers ruraux et les associations rurales organisant des activités sportives.En 1996, le mouvement fête son cinquantenaire lors du congrès de Rambouillet et la FNFR publie un ouvrage : Les Foyers Ruraux 1946-1996 : cinquante ans d’éducation populaire pour le développement rural.
En juin 2010, la FNFR devient la Confédération Nationale des Foyers Ruraux (CNFR), évolution statutaire qui entraîne la séparation entre la FNSMR et la CNFR en septembre 2011. Cette rupture entérine un conflit récurrent entre les deux structures, portant sur la gestion des adhésions communes et l'influence sur la structuration du sport en milieu rural,.

## Positions
La confédération se dit attachée à la laïcité, mais veut favoriser le libre exercice de la conscience, ce qui implique de « ne pas l’aborder comme un catéchisme » anti-religieux. Conjointement à d’autres associations poursuivant des objectifs similaires, les deux coprésidentes du mouvement affirment en 2020 qu’« une République soucieuse de la construction du commun par des pratiques démocratiques se doit d’accompagner ses membres – et, tout particulièrement, ses jeunes – dans une démarche de construction des valeurs de liberté, d’égalité, de fraternité et du principe de laïcité. Ces valeurs ne peuvent pas être inculquées au forceps, car on forgerait alors des assujettis, quand nous voulons former des êtres libres ».
En 2022, les coprésident.e.s du mouvement se positionnent en faveur d’un revenu de base inconditionnel pour les jeunes jusqu’à 25 ans, à expérimenter dans les départements volontaires.

## Composition
La Confédération rassemble des structures départementales (environ 70 structures sur le territoire national) et des Unions régionales. 

## Fédérations départementales
Elles se retrouvent sous les dénominations de Fédération départementale ou Union départementale, qui sont 46 à adhérer à la CNFR. 
Ces fédérations font adhérer les structures locales, foyers ruraux ou associations d'animation en milieu rural. 
L'appellation « Mouvement rural » regroupe dans chaque département la Fédération/Union départementale des foyers ruraux et le Comité départemental du sport en milieu rural. 